# MUSIC FACTORY 'AZ'
MUSIC FACTORY 'AZ'（ミュージック・ファクトリー・’アズ’ ）は、1988年10月3日から1992年9月30日までJ-WAVEで放送されていたラジオ番組。正式開局前の試験放送時の'AZ'-STATION J-WAVEより放送されていた。
なお、2014年5月3日から2016年12月31日にも、同局の土曜17:00-17:54に「MUSIC FACTORY」という番組が放送されていたが、当番組とは無関係である。

## 放送時間
- 毎週月曜-金曜 12:00-16:00

## ナビゲーター
- ジェームス・テンガン （1988年10月3日[4]-1991年3月29日[5]）
- バーバラ・ウィットロー （1991年4月1日[6]-番組終了）

## 主なコーナー

### テンガン担当期
（1988年10月）
- 12:15-12:45 NON STOP POWER PLAY
- 13:00-13:10 ARTIST COLLECTION
- 13:45-14:15 NON STOP POWER PLAY
- 14:30-15:00 NON STOP POWER PLAY
- 15:15-15:45 MID-AFTERNOON CAFE

### ウィットロー担当期
（1991年4月）
- 12:15-12:45 NON STOP POWER PLAY
- 13:00-13:10 ARTIST COLLECTION
- 13:45-14:15 NON STOP POWER PLAY
- 14:30-15:00 NON STOP POWER PLAY
- 15:15-15:45 MID-AFTERNOON BREAK